# Parancistrocerus incorruptus
Parancistrocerus incorruptus (лат.) — вид одиночных ос рода Parancistrocerus (Eumeninae, Vespidae). Юго-Восточная Азия. Мелкие осы (длина менее 1 см). Основная окраска чёрная со светлыми отметинами. Брюшко стебельчатое. От близких видов отличается следующими признаками: второй тергит короткий и широкий; расстояние между клипеальными зубцами у самцов немного меньше базальной ширины клипеуса, вершина клипеуса широко выемчатая. Верхний киль проподеума хорошо развит и отчётлив, особенно на вершине, чётко отделяя дорсальную горизонтальную поверхность от задней поверхности. Вторая субмаргинальная ячейка переднего крыла нестебельчатая. На передней части переднеспинки есть пара срединных ямок. Вид был впервые описан в 1972 году итальянским энтомологом Antonio Giordani Soika (1913—1997), а его валидный статус подтверждён в ходе ревизии юго-восточно-азиатских видов, проведённой в 2019 году энтомологами Т.Ли (Chongqing Normal University, Chongqing, КНР) и Джеймсом Карпентером (Division of Invertebrate Zoology, American Museum of Natural History, Нью-Йорк, США). Осы Parancistrocerus строят гнёзда в различных полостях, а взрослые самки охотятся на личинок насекомых, в которых происходит развитие личинок ос.